# Mirabilis oxybaphoides
Mirabilis oxybaphoides är en underblomsväxtart som först beskrevs av Asa Gray, och fick sitt nu gällande namn av Asa Gray. Mirabilis oxybaphoides ingår i släktet underblommor, och familjen underblomsväxter. Inga underarter finns listade i Catalogue of Life.

## Bildgalleri

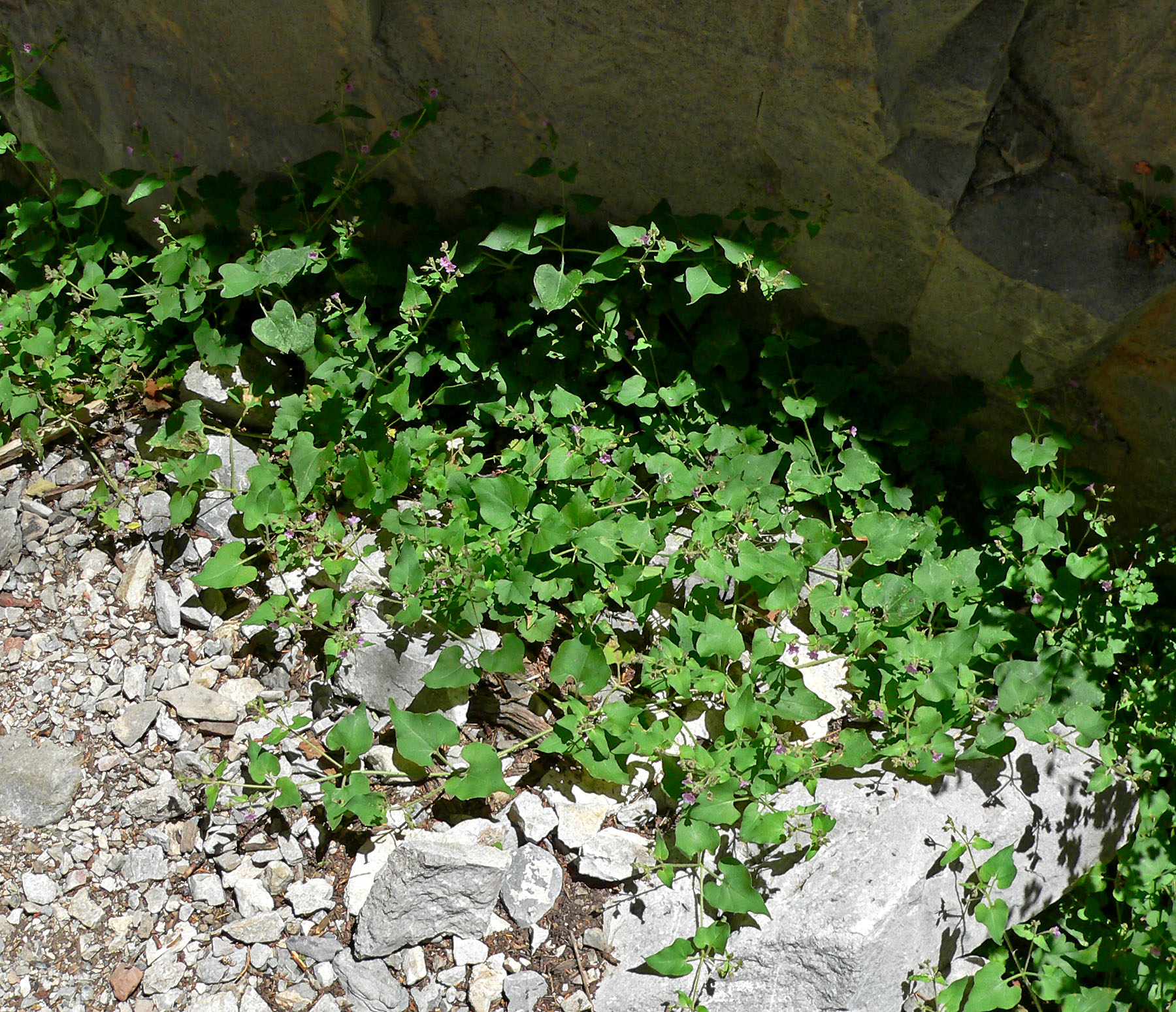
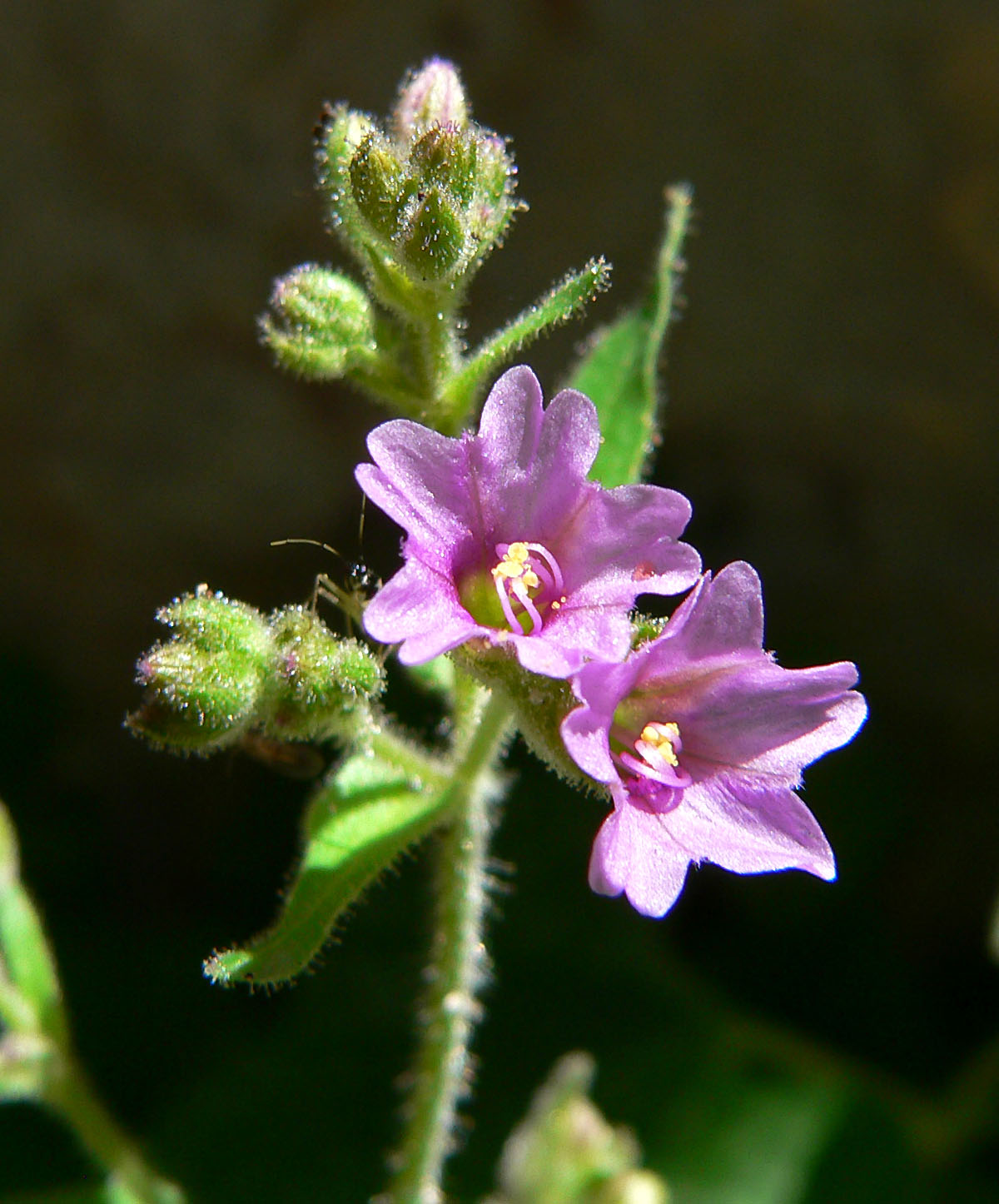
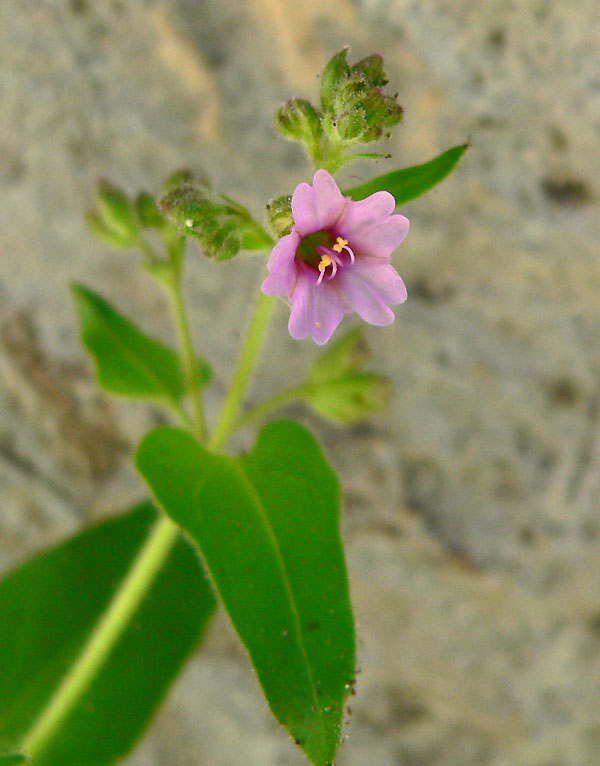
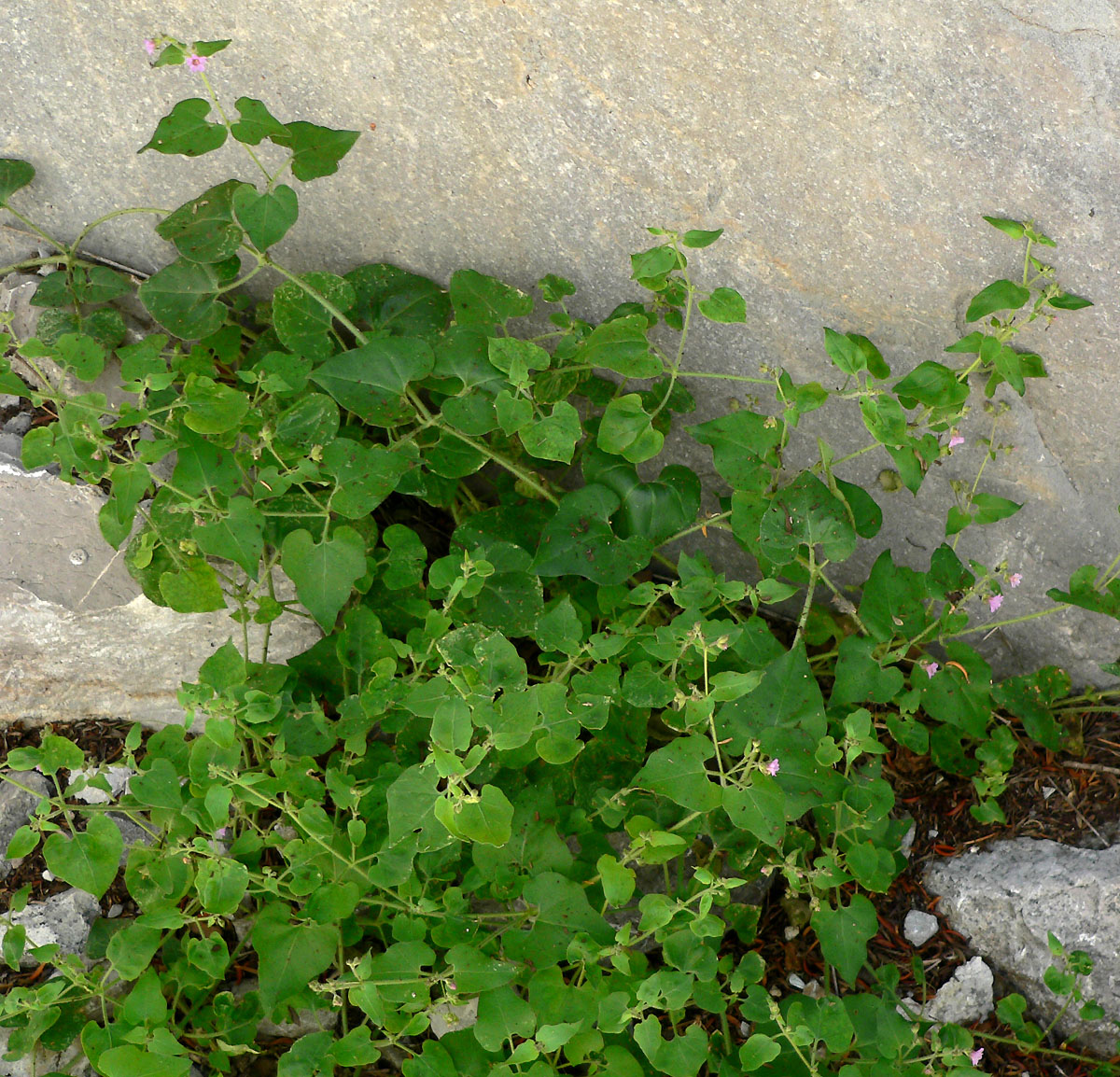
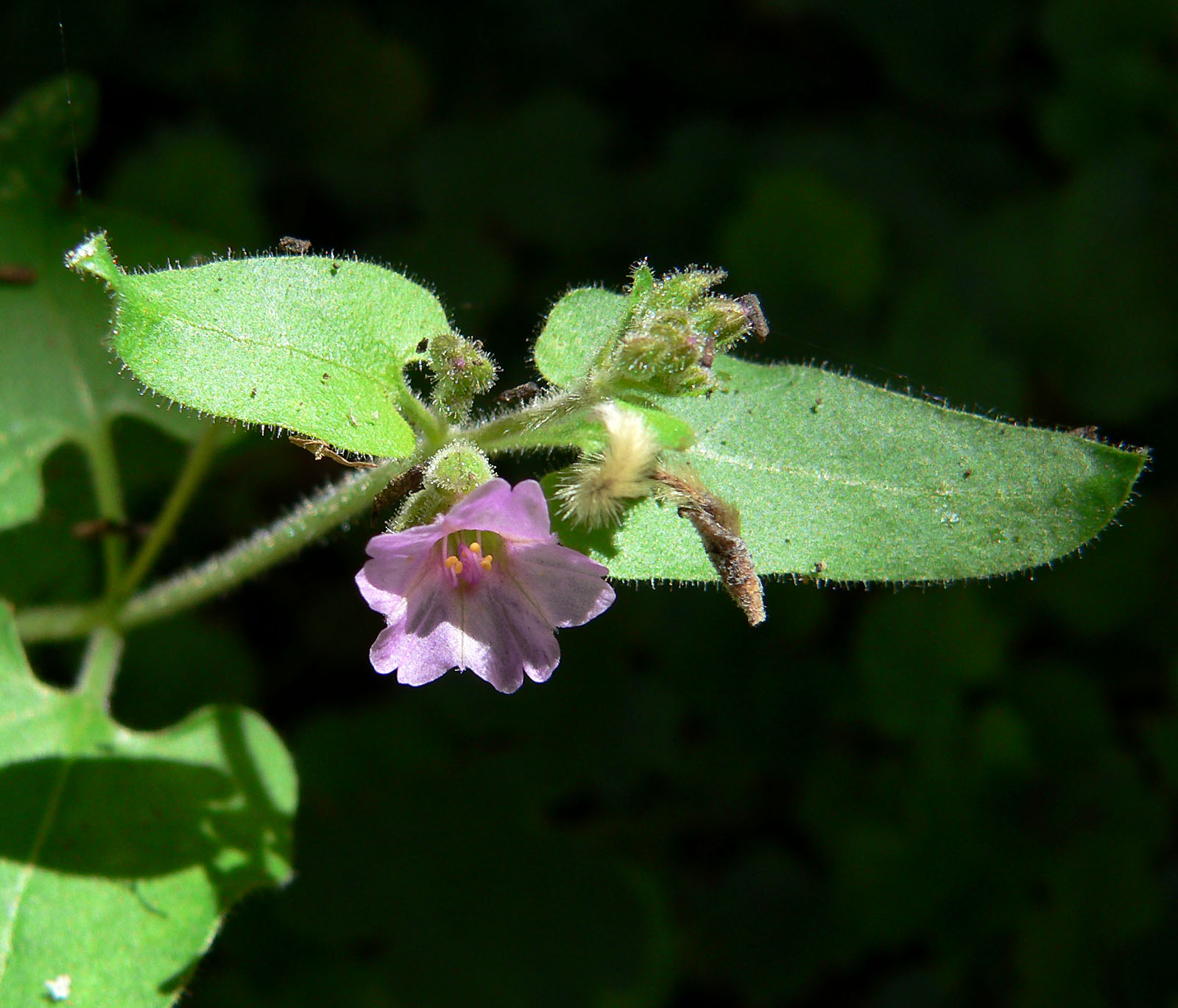